# Ielenin
Ielenin (en rus: Еленин) és un poble (un possiólok) de l'óblast de Saràtov, a Rússia, segons el cens del 2021 tenia 3 habitants. Pertany al districte municipal d'Atkarsk.